# Computerspielemuseum Berlin
Computerspielemuseum är ett museum för digital underhållningskultur i Berlin, Tyskland, beläget i Café Warschaus tidigare lokaler på Karl-Marx-Allee i stadsdelen Friedrichshain.
Förutom den permanenta utställningen, som har temat "den spelande människan i den digitala världen", visas även tillfälliga utställningar som visar olika aspekter av temat datorspel och behandlar ämnet ur ett konstnärligt perspektiv.
Museet öppnade 1997 i Berlin som den första permanenta utställningen för digital interaktiv underhållningskultur. 2011 öppnades den nya permanenta utställningen vid Karl-Marx-Strasse. Computerspielemuseum har över 30 000 medier med originalspel och program i sina samlingar och omkring 120 historiska hemdatorer och konsolsystem, samt en omfångsrik samling av tidskrifter, spelrelaterade produkter, arkadspel och konstföremål. Det är därmed en av Europas största samlingar av spelmjukvara och hårdvara.